# أنطونيو موتا (كاتب)
أنطونيو موتا (بالبرتغالية: António Mota‏) هو كاتب برتغالي، ولد في 16 يوليو 1957 في Baião, Portugal ‏ في البرتغال.